# Cutler (Maine)
Cutler – miasto w Stanach Zjednoczonych, w stanie Maine, w hrabstwie Washington.